# Cheissoux
Cheissoux es una comuna francesa situada en el departamento de Alto Vienne, en la región de Nueva Aquitania.

## Demografía
| 287 | 261 | 259 | 210 | 192 | 209 | 223 |
| Para los censos de 1962 a 1999 la población legal corresponde a la población sin duplicidades (Fuente: INSEE [Consultar]) |     |     |     |     |     |     |